# 胡氏宗祠 (肥东县)
胡氏宗祠，是位于中国安徽省合肥市肥东县古城镇大胡村的一个清代古建筑，2001年入选第三批肥东县文物保护单位。
胡氏宗祠始建于清朝道光三十年（1850年），主祀明朝开国大臣胡大海，占地3300平方米，建筑为徽派建筑风格，面积300平方米，二进五开间。后人有简单维修。